# Bobrek (dopływ Białej Przemszy)
Bobrek – potok, prawy dopływ Białej Przemszy o długości 19,82 km.
Płynie na Wyżynie Śląskiej. Uchodzi do Białej Przemszy w Sosnowcu, na granicy jego dzielnic: Jęzora i Niwki. Przepływa przez Strzemieszyce Wielkie, Kazimierz, Porąbkę, Ostrowy Górnicze.
Ważniejszymi dopływami są Rów Klimontowski, Rów Mortimerowski, i Rakówka.